# Węże koralowe
Węże koralowe – terminem tym określa się grupę jadowitych węży z rodziny zdradnicowatych z rodzajów Micrurus (około 48 gatunków), Leptomicrurus (2 gatunki) i Micruroides (1 gatunek).
Węże koralowe występują na obszarze obu Ameryk. Są to nieduże węże mierzące zwykle 70–80 cm długości. Największy Micrusus spixii mierzy 1,5 metra. Charakteryzują się jaskrawym ubarwieniem. Ich ciało pokryte jest regularnym deseniem utworzonym z poprzecznych czerwonych, żółtych i czarnych pasów. Prowadzą nocny tryb życia. Polują na drobne węże i jaszczurki, rzadziej ryby. Są powolne i nieagresywne, kąsają dopiero brane do ręki lub napadnięte. Ich jad zawiera groźne neurotoksyny porażające układ nerwowy.
Drapieżniki rzadko decydują się atakować węże koralowe, gdyż sam ich intensywny kolor ostrzega ich, że właściciel jest groźny. Niektóre węże koralowe (m.in. Micrurus corallinus) stosują swoisty sposób obrony. Zaskoczone przez wroga zwijają się w kłębek i unoszą do góry tępo ścięty ogon, przypominający głowę, następnie poruszają nim jednostajnie, wykonując ruchy jakie zwykle węże wykonują głową. Taka „groźba” często wystarczy by drapieżnik zaniechał ataku.
W Ameryce można spotkać szereg niejadowitych węży łudząco przypominających węże koralowe, dla których taki „kamuflaż” jest bardzo skuteczną ochroną.
Do najbardziej znanych przedstawicieli węży koralowych należy brazylijski Micrurus corallinus, znany też jako też wąż koralowy (właściwy) oraz występujący w Meksyku i USA Micrurus fulvius, znany też jako wąż koralowy arlekin.